# 津軽為貞
津軽 為貞（つがる ためさだ）は、江戸時代前期から中期にかけての弘前藩士・文人。

## 生涯
弘前藩3代藩主・津軽信義の八男として誕生。
兄・信政の命で出家して高野山に入り、自性院の住職となった。しかし、本人に僧になる気はなく、寛文8年（1668年）5月に勝手に弘前に帰国し、乞食坊主の姿で兄・政朝の所に転がり込み、周囲を呆れさせた。帰国後、実母に面会し、さらに還俗して大蔵を名乗った。これらの行動は信政の怒りを買った。11月に金木村に蟄居処分となり、工藤祐由預かりとなった。金木村川原添にあった「大蔵屋敷」というのがその場所であると伝わる。元禄3年（1690年）11月、放免された。これは実母の与曽子（久祥院）が大病にかかり、死の間際に息子の赦免を藩主信政に懇願したからだという伝承がある（実際には2年後の元禄5年（1692年）4月4日没）。放免の前年には工藤祐由が死去している。この時、能書家であり博識で知られた為貞は追悼として、以下の漢詩（祐由雅文霊鑑）と和歌を残している。
元禄10年（1697年）に手廻五番組頭、正徳2年（1712年）には800石で城代家老となった。当時の藩主の叔父として頭布、杖御免、登城自由勝手の特別扱いの大身であり、権勢を振るった。同時に茶人、歌人さらには菊仕立でも名を馳せた。